# Roberto Costa
Pour les articles homonymes, voir Costa.
Renato Costa ou Costa, de son vrai nom  Roberto Costa Cabral, est un footballeur brésilien né le 8 décembre 1954 à Santos (Brésil).

## Biographie
Gardien de but, il évolua principalement sous les couleurs de Clube Atlético Paranaense et de CR Vasco de Gama. Il reçut deux fois le Bola de Ouro qui désigne le meilleur joueur du championnat Brésilien. En 1984, il se fait appeler "Costa" pour se différencier de Roberto Dinamite qui joue également au CR Vasco de Gama.

## Palmarès
- Championnat de l'État du Parana en 1982 et 1983 avec Clube Atlético Paranaense
- Vice-champion du Brésil en 1984 avec CR Vasco de Gama
- Bola de Ouro (Ballon d’or brésilien) en 1983 et 1984